# Hugonia macrophylla
Hugonia macrophylla är en linväxtart som beskrevs av Daniel Oliver. Hugonia macrophylla ingår i släktet Hugonia och familjen linväxter. Inga underarter finns listade i Catalogue of Life.